# Гориловский, Мирон Исаакович
Миро́н Исаа́кович Горило́вский (род. 4 апреля 1960 года, Москва, СССР) — российский предприниматель, председатель совета директоров ООО «Группа Полипластик» с выручкой в 84 млрд руб.
Кандидат технических наук, член комиссии по химической промышленности РСПП.

## Биография
Мирон Гориловский родился в 1960 году в Москве. Отец Исаак Меерович Гориловский — инженер по строительным материалам. Мать Нина Борисовна Гориловская (род. 1939) — химик-неорганик, кандидат технических наук.
В 1983 году Гориловский окончил Московский институт тонкой химической технологии им. М.В. Ломоносова (МИТХТ) по специальности синтез полимеров.
В 1983—1990 годах работал инженером, научным сотрудником в НИИ пластических масс им. Петрова НПО «Платмассы» в отделе по разработке и исследованиям композиционных полимерных материалов.
В январе 1989 года Гориловский устроился на работу по совместительству в компанию «Биопроцесс» в подразделение Каха Бендукидзе на проект разработки нитратных тестеров для овощей и фруктов. В апреле 1989 году Гориловский совместно с товарищами из института организовал научно-производственный центр «Биопол», специализировавшийся на биохимии и переработке пластмасс.
19 августа 1991 года он вместе с двумя коллегами на базе части НПЦ «Биопол» основал компанию «Полипластик», и с тех пор является её руководителем.
С 1995 года Гориловский занимал должность генерального директора ЗАО «Завод АНД Газтрубпласт»; с 2003 года — президент холдинга «Евротрубпласт».
В 2011 году Гориловский участвовал во встрече предпринимателей с Владимиром Путиным по проекту создания Агентства стратегических инициатив (АСИ).
Основанная Гориловским компания является одним из крупнейших предприятий химической промышленности в Европе.

## Научная деятельность
Мирон Гориловский в течение 6 лет работал научным сотрудником в Научно-исследовательском институте полимерных материалов (НИИ ПМ), где занимался разработкой наполненных и армированных полимерных материалов на основе полипропилена и полиамидов.
Начиная с 2003 года является главным редактором журнала «Полимерные трубы».
В 2006 году защитил кандидатскую диссертацию по теме «Разработка оптимизированных технологических процессов производства напорных труб из сополимеров этилена с бутеном и гексеном и сшитого полиэтилена».

## Личная жизнь
Женат. Супруга — Татьяна Гориловская. Имеет двух дочерей и двух сыновей. Старший сын и старшая дочь — выпускники МГУ.
Увлекается бадминтоном, владеет английским языком.